# Arriar
En náutica, se llama arriar a aflojar un cabo y bajar las velas o cualquier otra cosa.

## Formas
- Arriar redondo, sobre vuelta o media vuelta; sobre socaire: arriar un cabo sin quitar la vacila o media vuelta que se le tiene dada a una cabilla, barraganete u otro palo cualquiera, para que no se escurra de pronto, ni a saltos, sino suavemente o de seguido.
- Arriar sobre boza: aflojar el cabo con la seguridad de que previamente se ha abozado delante.
- Arriar en banda: soltar enteramente el cabo que estaba amarrado o se aguantaba con las manos.
- Arriar de falondres: soltar de golpe un cabo amarrado.
- Arriar en salvamento: soltar enteramente los cabos que operan en una maniobra, cuando el peso que se suspende o la resistencia que se procura vencer, quedan apoyados y asegurados en términos de no poder causar averías con su potencia.
- Arriar lo que pida: ir aflojando un cabo a medida que so siente o se conoce que va tirando.
- Arriar a plan: arriar hasta quedar sobre la cubierta
- Arriar por todo: soltar todos los cabos que han operado en una maniobra.
- Arriar por ojo: que también se dice largar por ojo.
- Arriar por mano: que también se dice largar por mano, se entiende, unas veces por arriar en banda y otras por arriar gradualmente.
- Arriar la bandera: arriarla materialmente en señal de haberse rendido al enemigo
- Arriarse por un cabo: bajar de cualquier altura agarrado y escurriéndose por un cabo.